# Nuevo Veracruz
Nuevo Veracruz är en ort i Mexiko.   Den ligger i kommunen Benemérito de las Américas och delstaten Chiapas, i den sydöstra delen av landet, 1 000 km öster om huvudstaden Mexico City. Nuevo Veracruz ligger 195 meter över havet och antalet invånare är 786.
Terrängen runt Nuevo Veracruz är platt. Runt Nuevo Veracruz är det ganska glesbefolkat, med 25 invånare per kvadratkilometer. Närmaste större samhälle är Nuevo Orizaba, 5,2 km öster om Nuevo Veracruz. Omgivningarna runt Nuevo Veracruz är en mosaik av jordbruksmark och naturlig växtlighet.